# Phoenix (álbum de Zebrahead)
Phoenix é o sétimo álbum de estúdio da banda Zebrahead, lançado em 5 de Agosto de 2008.

## Faixas
1. "HMP" — 3:01
2. "Hell Yeah!" —	3:36
3. "Just the Tip" — 3:16
4. "Mental Health" — 3:13
5. "The Juggernauts" — 3:58
6. "Death By Disco" — 3:23
7. "Be Careful What You Wish For" — 3:11
8. "Morse Code for Suckers" — 3:49
9. "Ignite" — 3:26
10. "Mike Dexter Is a God, Mike Dexter Is a Role Model, Mike Dexter Is an Asshole" — 3:36
11. "The Junkie and the Halo" — 3:28
12. "Brixton" — 3:07
13. "Hit the Ground" — 3:20
14. "Two Wrongs Don't Make a Right, But Three Rights Make a Left" — 3:32
15. "All for None and None for All" — 3:16
16. "Sorry, But Your Friends Are Hot" — 3:50

Notas:
- "HMP" significa Heavy Metal Push-Ups, e de acordo com a banda, o nome foi escolhido porque tocar a música foi difícil.
- "Mike Dexter is a God, Mike Dexter is a Role Model, Mike Dexter is an Asshole" é uma referência ao personagem Mike Dexter do filme Can't Hardly Wait (1998).

## Desempenho nas paradas musicais
| Parada musical (2008)            | Posição |
| -------------------------------- | ------- |
| Estados Unidos - Top Heatseekers | 30      |

## Créditos
- Matty Lewis – Guitarra rítmica, vocal
- Ali Tabatabaee – Vocal, Backing vocals
- Greg Bergdorf – Guitarra principal, Backing vocals
- Ben Osmundson – Baixo
- Ed Udhus – Bateria, percussão
- Jason Freese - Teclados, Backing vocals
- Howard Benson - Teclados em "Hell Yeah!"